# Carlos Valderrama
Carlos Alberto Valderrama Palacio (Santa Marta, 1961. szeptember 2. –) kolumbiai labdarúgó, edző. Kreatív, technikás megoldásairól ismert középpályás volt, akit az évszázad játékosának választottak Kolumbiában. Ő az egyetlen kolumbiai labdarúgó, aki szerepel a Pelé által összeállított FIFA 100-as listán, melyben minden idők legnagyobb élő labdarúgói szerepelnek. Könnyen felismerhető volt a pályán, a hatalmas aranysárgára festett hajfürtjeiről.

## Pályafutása

### Klubcsapatban
Profi pályafutását a kolumbiai Unión Magdalena-ban kezdte 1981-ben. Ezt követően a Millonarios szerződtette 1984-ben, majd egy évvel később a Deportivo Cali játékosa lett. 1988-ban Európába szerződött a Montpellier csapatához, mellyel 1990-ben megnyerte a francia kupát. Három bajnoki idény után távozott a Real Valladolidhoz, ahol az 1991–92-es szezont töltötte. 
Európai pályafutása nem volt hosszú, mindössze négy évet futballozott az "öreg kontinensen". Visszatért Kolumbiába és az Independiente Medellín majd pedig az Atlético Junior gárdájában szerepelt. Utóbbival 1993-ban és 1995-ben megnyerte a kolumbiai bajnokságot.
Ismét légiós élet következett számára, de ezúttal már Észak-Amerikában, az Egyesült Államokban. Amerikai pályafutása alatt három csapatban játszott: Tampa Bay Mutiny (1996-97, 1999-2001), Miami Fusion (1998) és a Colorado Rapids (2002–04), ahonnan visszavonult.
1996-ban az MLS legértékesebb játékosa volt, majd 2005-ben bekerült az MLS minden idők legjobb focistáinak All Star csapatába. 2004 februárjában Barranquillában Valderrama befejezte pályafutását, egy a számára rendezett tisztelet mérkőzéssel, melyen olyan neves dél-amerikai játékosok vettek részt, mint az argentin Diego Maradona, az uruguayi Enzo Francescoli és a paraguayi José Luis Chilavert.

## A válogatottban
1985 és 1998 között 111 alkalommal szerepelt a kolumbiai válogatottban és 12 gólt szerzett. Három világbajnokságon (1990, 1994, 1998) és öt Copa Américan (1987, 1989, 1991, 1993, 1995) vett részt. Mindhárom világbajnokságon csapatkapitányként képviselte a nemzeti csapatot. 
Az 1990-es vb-n az Egyesült Arab Emírségek ellen ő szerezte csapata második gólját. Emlékezetes még az NSZK elleni gólpassza, amit Freddy Rincónnak adott, amivel döntetlenre mentették a találkozót a 93. percben és ennek köszönhetően továbbjutottak a csoportból.
1993. szeptember 5-én a Buenos Aires-i Monumentalban tevékenyen kivette a részét Argentína legendás 5–0-s legyőzéséből és ezzel kijutottak az 1994-es vb-re.
Az 1998-as vb után 37 évesen vonult vissza a válogatottól. Ő az egyetlen kolumbiai labdarúgó, aki szerepel a Pelé által összeállított FIFA 100-as listán, melyben minden idők legnagyobb élő labdarúgói szerepelnek.

## Magánélete
Házas és 3 gyermek édesapja.

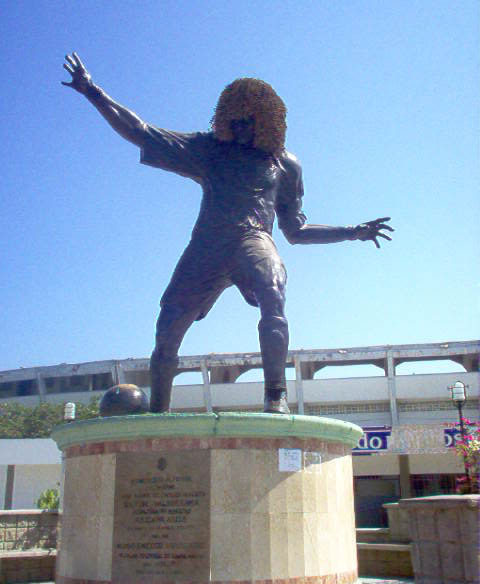
Carlos 'El Pibe' Valderrama bronzszobra a kolumbiai Santa Martában

Santa Martaban az Eduardo Santos Stadion mellett áll egy 7 méter magas Valderrama bronz szobor, amit egy kolumbiai szobrászművész Amilkar Ariza készített.

## Díjai, sikerei
Montpellier
- Francia kupa (1): 1990

Atlético Junior
- Kolumbiai bajnok (2): 1993, 1995

Kolumbia
- Copa América bronzérmes (3): 1987, 1993, 1995

Egyéni
- Az év játékosa Dél-Amerikában: 1987, 1993
- Év játékosa az MLS-ben: 1996
- MLS Év csapata (3): 1996, 1997, 2000
- MLS All-star MVP (1): 1996
- World Soccer Magazine – A 100 legnagyszerűbb játékos a 20. században (1999)
- A FIFA 100 tagja (2004).

## Külső hivatkozások
- Carlos Valderrama – a FIFA adatbázisában
- Carlos Valderrama adatlapja a National-Football-Teams.com oldalon (angolul)

- Carlos Valderrama (angol nyelven). FootballDatabase.eu
- Carlos Valderrama életútja (angol nyelven). angelfire.com
- Carlos Valderrama (angol nyelven). mlssoccer.com